# Escuela de Comunicación Social (UNR)
La Escuela de Comunicación Social pertenece a la Facultad de Ciencia Política y Relaciones Internacionales dependiente de la Universidad Nacional de Rosario (UNR) de Argentina.
Tiene por finalidad formar graduados capacitados para intervenir con solvencia teórica y práctica, y con discernimiento crítico, en el análisis, la planificación y la gestión de los diversos procesos de la comunicación social.
Sus autoridades están compuestas por Franco Bartolacci (decano de la Facultad), Héctor Molina (vicedecano) y Silvana Comba (directora de la Escuela).

## Historia
En 1972, la UCA (Universidad Católica Argentina) decidió cerrar la carrera de Comunicación Social. A través de gestiones por parte de docentes y estudiantes ante el Ministerio de Educación de la Nación, el 28 de noviembre de 1974 la carrera se volvió a abrir, pero esta vez en la universidad pública (gratuita).
Desde sus comienzos se trabajó en la construcción de saberes que permitieran al profesional desempeñarse para intervenir con una solvencia teórica y práctica en los diversos ámbitos de la comunicación social.

### Carreras de grado
La oferta académica de la facultad está compuesta por cuatro carreras de grado:
- Licenciatura en Ciencia Política,
- Licenciatura en Comunicación Social,
- Licenciatura en Relaciones Internacionales y
- Licenciatura en Trabajo Social.

Además se desarrollan carreras de posgrado: doctorados, maestrías y especializaciones, y carreras de postítulo.

## Objetivos
El área teórico-epistemológica tiene como objetivos:
- Propiciar una sólida formación teórico-epistemológica básica que permita acceder a los supuestos epistemológicos que dan origen a las distintas construcciones teóricas. Esto hará posible, por un lado, la comprensión de las distintas perspectivas con que se han abordado los fenómenos de comunicación y, por el otro, la generación de nuevos conceptos que puedan dar cuenta de los procesos comunicacionales que se van gestando continuamente a partir de nuevas configuraciones socioculturales.
- Propiciar una formación crítico-social que, indisolublemente ligada a la anterior, le permita al egresado problematizar el papel que juega su profesión en el contexto social amplio y, en consecuencia, el que él mismo juega como sujeto social.

El área de los lenguajes tiene como objetivos:
- Desarrollar las capacidades expresivas y la creatividad de los alumnos a través de la experimentación con distintos lenguajes y soportes (escritura, imagen, oralidad, lenguaje audiovisual, nuevas tecnologías).
- Desarrollar los saberes y las destrezas necesarios para la elaboración de productos comunicacionales que respondan a objetivos prestablecidos.
- Reconocer y analizar los distintos lenguajes como prácticas interaccionales de producción de sentido.[2]

## Profesorado
El profesorado de Comunicación Educativa tiene como objetivo formar docentes capaces de producir, organizar y transferir conocimientos y acciones específicas referidas a la educación en comunicación. Esta última se conceptualiz como una dimensión transversal a los procesos de diversa índole que articulan la vida de cada sujeto y la vida en sociedad que ―en esta era digitalizada y globalizada―, no cesa de generar innovaciones en materia de TIC (tecnologías de la información y la comunicación), modificando de manera continua los esquemas de pensamiento y comportamiento humanos y transformando así los modos de interrelación cultural tanto en los procesos de subjetivación como en los de socialización.